# Bratčice (district de Brno-Campagne)
Pour les articles homonymes, voir Bratčice.
Bratčice (en allemand : Bratschitz, auparavant Bratschütz) est une commune du district de Brno-Campagne, dans la région de Moravie-du-Sud, en République tchèque. Sa population s'élevait à 712 habitants en 2020.

## Géographie
Bratčicese trouve à 16 km au sud-ouest de Brno et à 188 km au sud-est de Prague.
La commune est limitée par Ořechov au nord, par Syrovice et Sobotovice à l'est, par Medlov au sud, et par Němčičky au sud-ouest et par Mělčany au nord-ouest.

## Histoire
La première mention écrite de la localité remonte à 1537.